# Agnethe Nielsen
Marie Agnethe Kathrine Nielsen (geb. Salomonsen; * 13. Mai 1925 in Qeqertarsuaaraq; † 11. Februar 2011 in Narsaq) war eine grönländische Politikerin (Atassut) und Frauenrechtlerin.

## Leben

### Frühe Jahre
Agnethe Salomonsen wurde 1925 in einem lange verlassenen Wohnplatz bei Qassimiut als uneheliche Tochter von Johanne Helga Ingeborg Bole Eleonora Salomonsen (1896–1951) und Valdemar Frederiksen, einem Besatzungsmitglied des Inspektionsschiffs Islands Falk geboren.
Sie wuchs bei ihren Großeltern auf. Von 1940 bis 1942 besuchte sie die Mädchenefterskole in Aasiaat, was für Dorfmädchen damals sehr ungewöhnlich war, aber der Katechet und Dichter Simon Nielsen förderte die aufgeweckte und lesefreudige Agnethe. Nach dem Schulabschluss lebte sie bei einer dänischen Familie in Grönland, wodurch sie Dänisch lernte. Ihr Wunsch, Lehrerin zu werden, wurde durch die durch den Zweiten Weltkrieg verursachte Isolation Grönlands, verhindert. Nach Kriegsende zog sie 1946 gemeinsam mit ihrem dänischen Partner Kai Nielsen (1915–1987) nach Dänemark, den sie am 17. September desselben Jahres heiratete. Dem Ehepaar wurden mit Jakob (* 1955), Christian (* 1958) und Johan (* 1962) drei Söhne geboren.
Bereits 1951 waren sie wieder nach Grönland zurückgekehrt. 1954 wurde Agnethe Nielsen Dolmetscherin, davon 1961 bis 1975 festangestellt.

### Politikkarriere
1955 ließ sie sich überreden sich als Stellvertreterin für Ingvar Høegh für den Rat der Gemeinde Narsaq aufzustellen. Ingvar Høegh verließ Narsaq kurz darauf und Agnethe Nielsen rückte in den Gemeinderat nach. 1960 wurde sie zur zweiten weiblichen Bürgermeisterin in Grönland gewählt, wobei Kristine Donaldussen das Amt der Bürgermeisterin der Gemeinde Maniitsoq nur für wenige Monate 1959 ausgeübt hatte. Im Folgenden wurde sie bis 1989 durchgängig weiter in den Gemeinderat gewählt.
Bei der Landesratswahl 1975 kandidierte sie ebenfalls als Ingvar Høeghs Erste Stellvertreterin. 1979 kandidierte sie als Erste Stellvertreterin für Lars Godtfredsen für das erste Inatsisartut. Als dieser 1981 aus persönlichen Gründen aus dem Parlament zurücktrat, nahm Agnethe Nielsen seinen Platz ein, womit sie die erste weibliche Abgeordnete im Inatsisartut und damit auch die zweite Landespolitikerin nach Elisabeth Johansen wurde, die zuvor bereits als einzige Frau im Landesrat gesessen hatte. 1983 kandidierte sie als Stellvertreterin von Ingvar Høegh. Auch bei den Parlamentswahlen 1984 und 1987 trat sie nur als Stellvertreterin an. Mit ihrem politischen Rückzug 1989 gab sie auch das Bürgermeisteramt auf. Bei der Parlamentswahl 1991 kehrte sie aus dem politische Ruhestand noch einmal zurück und wurde diesmal erfolgreich bis 1995 ins Inatsisartut gewählt. Bei der Wahl 1995 war sie wieder Stellvertreterin und beendete anschließend ihre politische Karriere endgültig.
Agnethe Nielsens erste Jahre als Gemeinderätin waren geprägt von einer Tuberkulosewelle in Grönland. Von daher richtete sie eine Fürsorge- und Aufsichtswache für Kinder ein, deren Eltern zwecks Tuberkulosebehandlung in Krankenhäusern in Nuuk oder Dänemark waren. Sie war Mitinitiatorin des Sozialgesetzes in Grönland Mitte der 1960er Jahre. Von 1968 bis 1972 konnte sie ihren Jugendwunsch Lehrerin zu werden doch noch etwas erfüllen, als sie die ersten Sozialarbeiter Grönlands ausbildete. Auch die ersten Haushaltshilfen wurden auf Agnethe Nielsens Initiative hin eingestellt. Von 1968 bis 1975 war sie Mitglied der Lokalvereinigung von Grønlands Arbejder Sammenslutning in Narsaq, wo sie 1989 Ehrenmitglied wurde. 1969 war sie Mitglied in einem Ausschuss, der die Stellung von Frauen in der grönländischen Gesellschaft analysieren sollte. Von 1973 bis 1975 war sie die einzige Frau im Hjemmestyreudvalg. 1975 gab sie vier Publikationen über die grönländische Frauenrolle mit heraus. Weiterhin war sie von 1972 bis 1989 die Mitgliedschaft in der KANUKOKA-Verwaltung und viele Jahre Aufsichtsratsvizevorsitzende der Atuagagdliutit. Als 1987 ihr Mann an Krebs verstarb, gründete Agnethe Nielsen mit Neriuffik („Hoffnungsort“) die grönländische Abteilung von Kræftens Bekæmpelse, der dänischen Krebsbekämpfungsvereinigung, wo sie von 1989 bis 1998 aktiv mitarbeitete.

### Auszeichnungen und Tod
Für ihren Einsatz wurde Agnethe Nielsen 1982 mit dem Dannebrogorden ausgezeichnet, zunächst als Ritterin, 1997 als Ritterin 1. Klasse. Am 29. November 1990 erhielt sie zudem den Nersornaat in Silber. Weiterhin war sie Trägerin der Kongelige Belønningsmedalje und der Fortjenstmedaljen, was sie zur meistdekorierten Frau Grönlands machte.
Nach dem Krebstod ihres Mannes wurde aus der starken Raucherin eine Antiraucherin. Dennoch wurde im Januar 2011 Lungenkrebs bei ihr diagnostiziert, an dem sie wenige Tage später am 11. Februar im Krankenhaus von Narsaq starb.